# Patagio

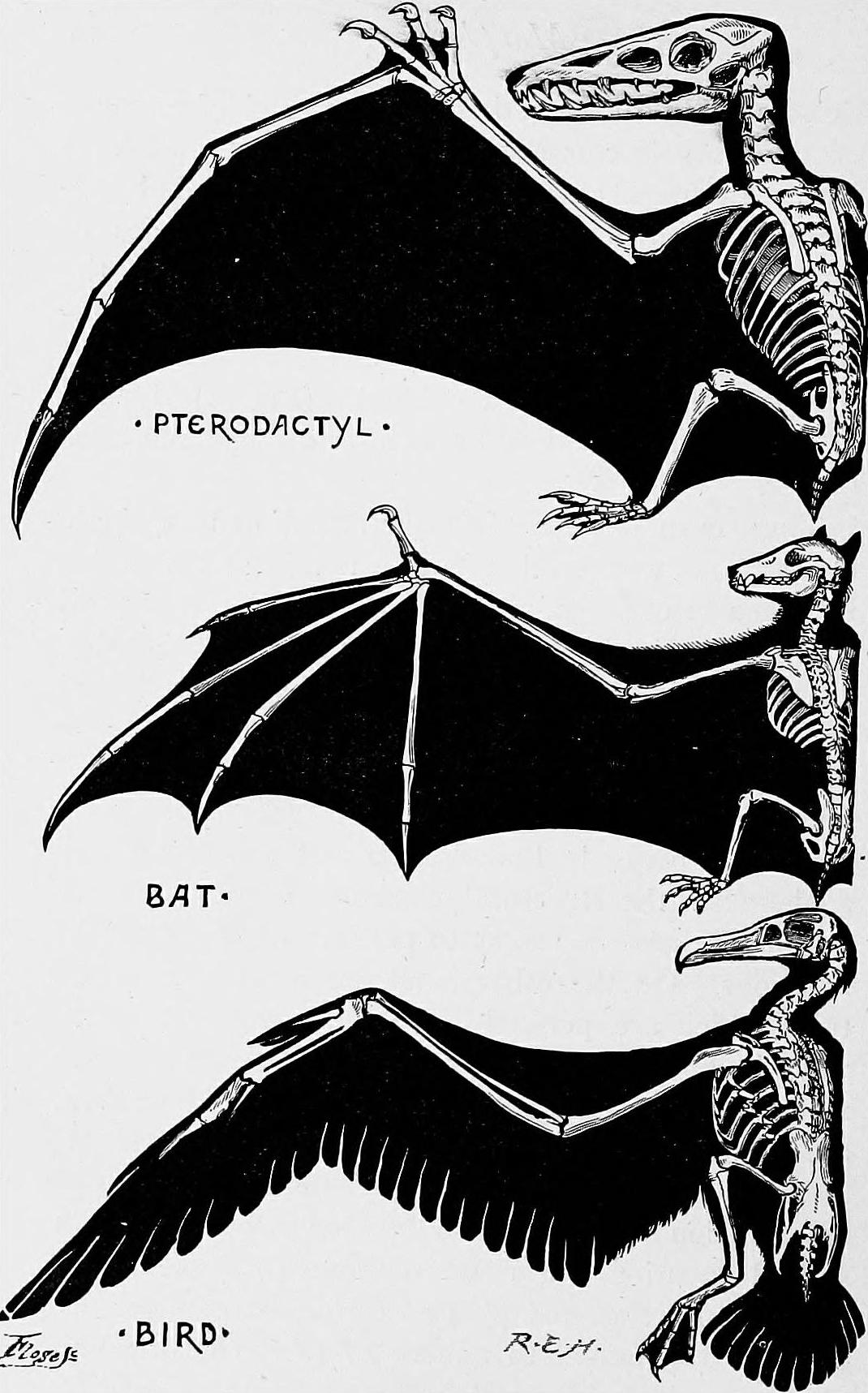
Comparación de las alas de un pterosaurio (1) y un murciélago (2), ambos con patagio. Esta membrana es funcionalmente análoga al ala de las aves (3).

En los quirópteros y otros animales, el patagio (en latín patagium) es la membrana de piel elástica y resistente que forma la superficie del ala. Es una extensión de la piel del abdomen que se extiende hasta la punta de los dígitos uniendo las extremidades superiores con el cuerpo.

## Quirópteros
El patagio de los quirópteros o murciélagos (orden Chiroptera) se divide en cuatro secciones:
1. Propatagio: el patagio desde el hombro hasta el primer dedo, denominado pulgar.
2. Dactilopatagio: membrana interdigital excepto con el pulgar.
3. Plagiopatagio: porción que une el último dedo con las extremidades posteriores.
4. Uropatagio: patagio entre las extremidades posteriores, incluyendo partes o la totalidad de la cola.

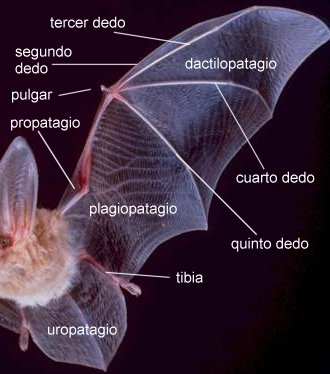
Morfología del ala de murciélago.

## Otros mamíferos que presentan patagio

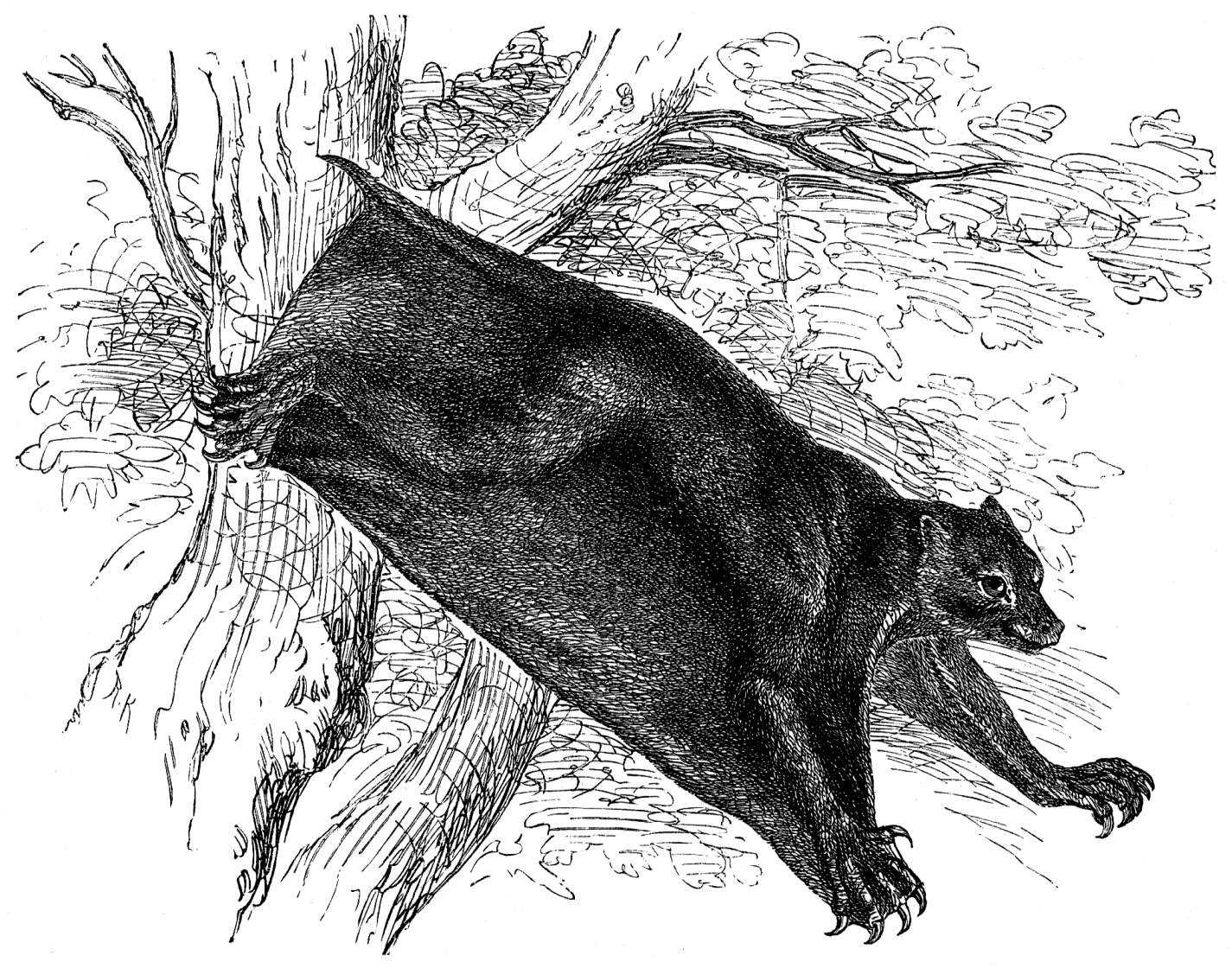
Patagio visible en un ejemplar de Cynocephalus volans.

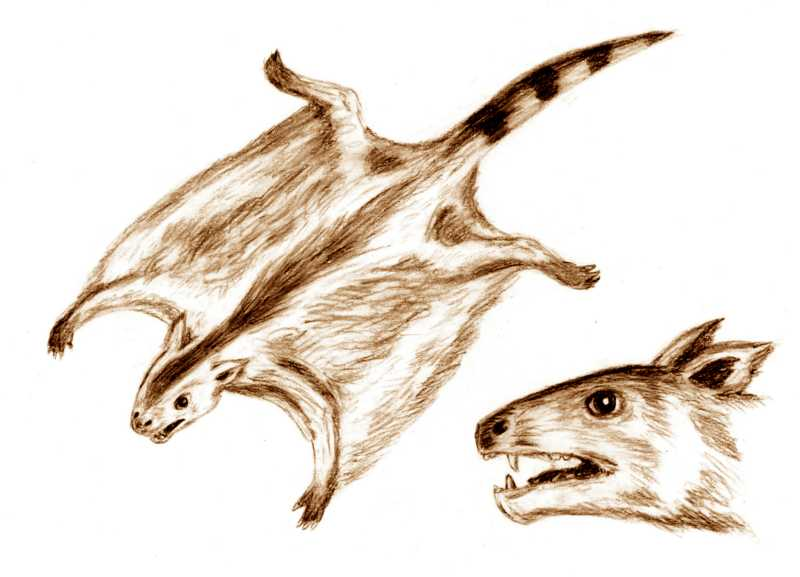
Volaticotherium, el mamífero planeador más antiguo conocido con patagio.

El patagio no es exclusivo de los quirópteros. Algunos roedores denominados como "ardillas voladoras" y otros mamíferos presentan un patagio conformado por una membrana de piel entre las extremidades y unida al cuerpo que usan para planear a modo de paracaídas. Algunos de estos animales son:
- Petaurus breviceps
- Galeopterus variegatus
- Cynocephalus volans
- Volaticotherium
- Aeretes spp.
- Aeromys spp.
- Belomys spp.
- Biswamoyopterus spp.
- Eoglaucomys spp.
- Eupetaurus spp.
- Glaucomys spp.
- Hylopetes spp.
- Iomys spp.
- Petaurillus spp.
- Petinomys spp.
- Pteromys spp.
- Petaurista spp.
- Pteromyscus spp.
- Trogopterus spp.

## Pterosaurios

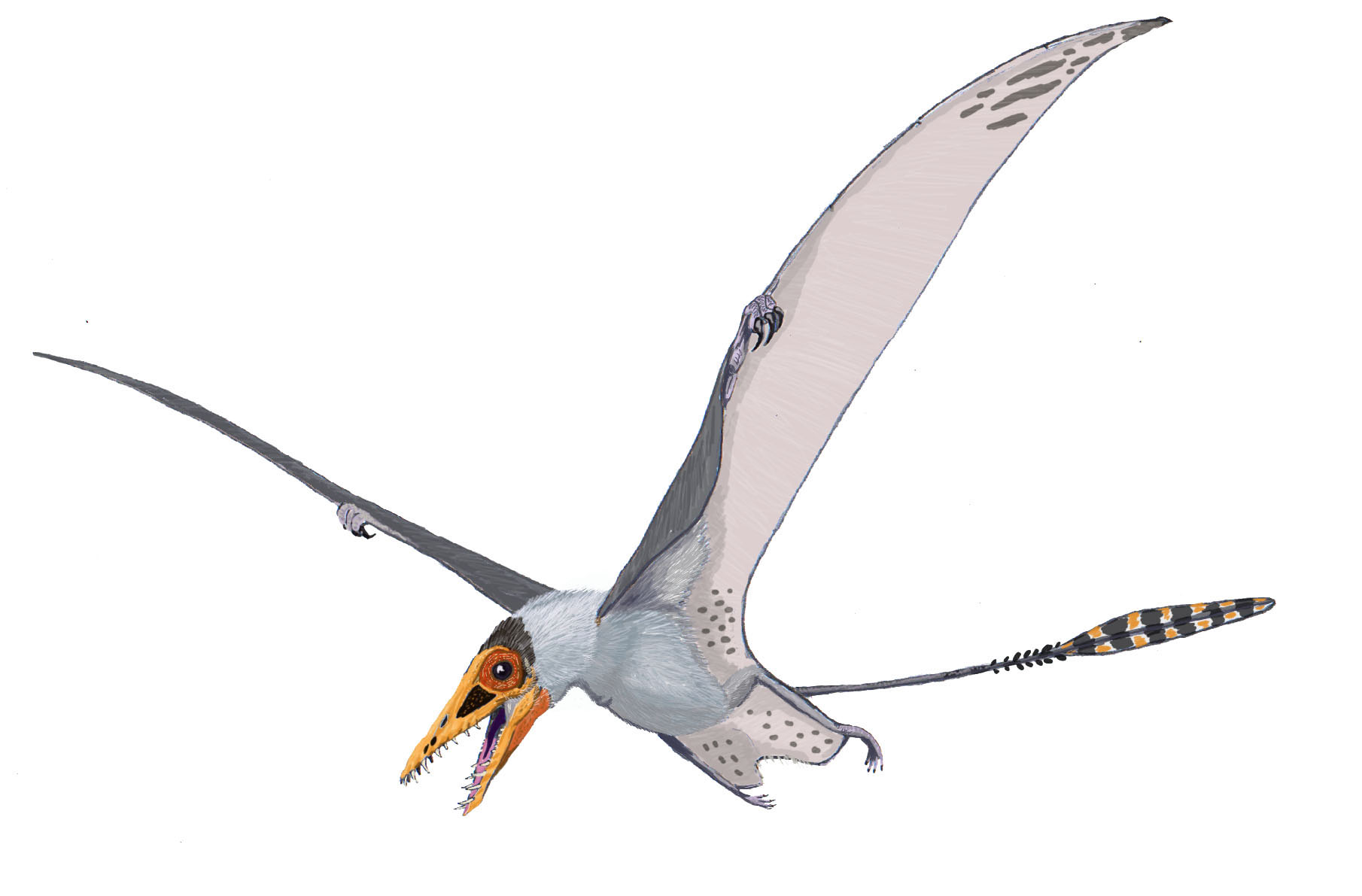
Sordes

- En los extintos reptiles voladores pterosaurios, también había piel formando la superficie del ala. En estas criaturas, la piel se extendía desde la punta del muy alargado cuarto dedo de cada mano.

- El patagio de un pterosaurio tenía tres partes diferenciadas:
  1. Propatagio: el patagio presente desde el hombro hasta el hombro.
  2. Braquiopatagio: la parte que se extendía desde el cuarto dedo hasta los miembros posteriores.
  3. Uropatagio o cruropatagio: la parte anterior entre ambos miembros posteriores, dependiendo de si incluía o no la cola.

## Peces voladores

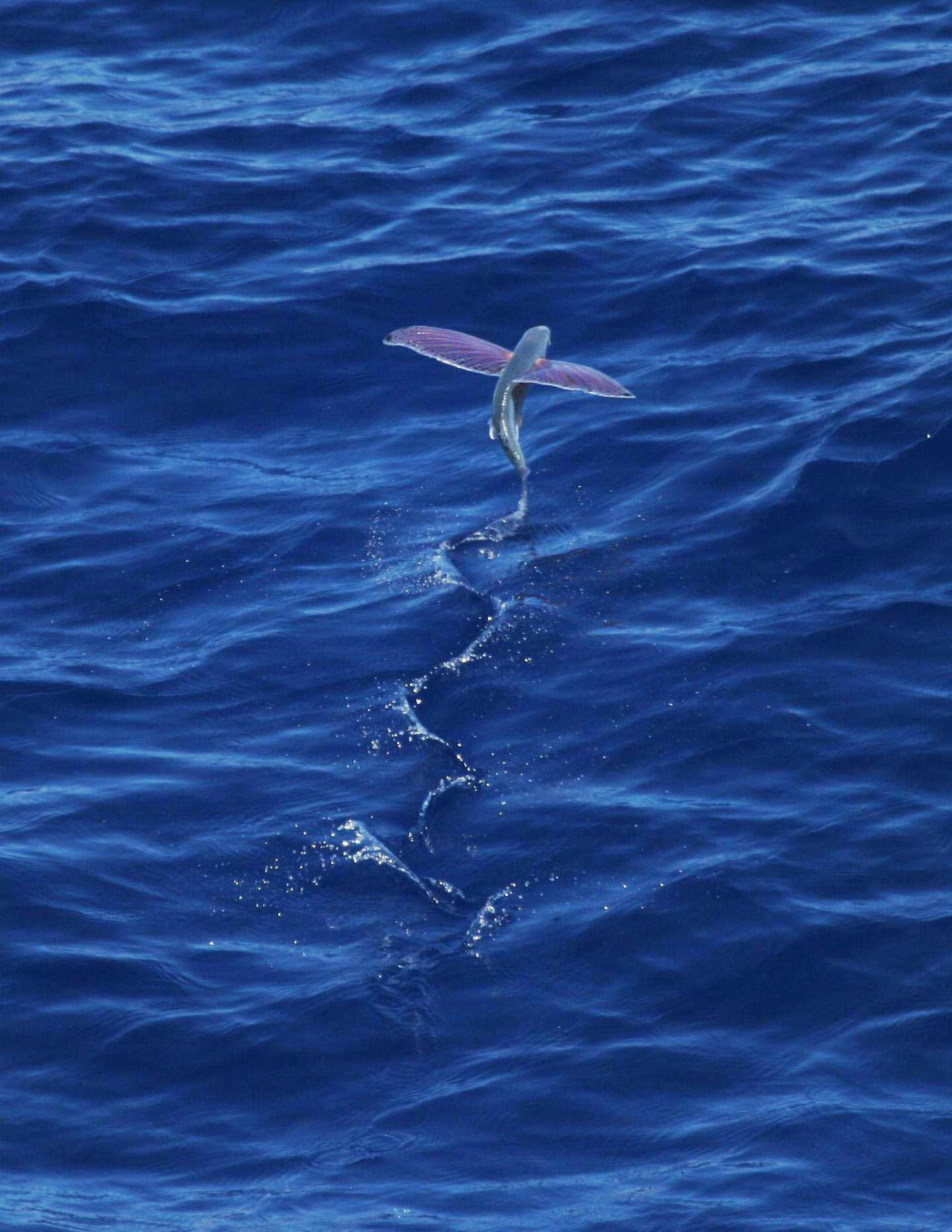
Exocoetus volitans saltando

Actualmente, los peces de la familia Exocoetidae salen del agua con golpes cortos y rápidos con la aleta caudal extendida en la parte inferior y navegan con las grandes aletas pectorales expandibles en forma de ala, también denominadas patagio. Sus saltos alcanzan en su mayoría un metro, con vientos favorables pueden alcanzar hasta casi 10 metros de altura sobre la superficie del agua. 
Los peces Thoracopteridae son familia de peces planeadores más antiguos conocidos. Vivieron durante el Triásico superior en el océano Proto-Tetis, en el área de lo que hoy es el Mediterráneo y los Alpes, y durante el Triásico medio en China. Tenían las aletas pectorales muy ensanchadas y la parte inferior alargada de la aleta caudal son claramente visibles en los hallazgos fósiles.

## Otros animales

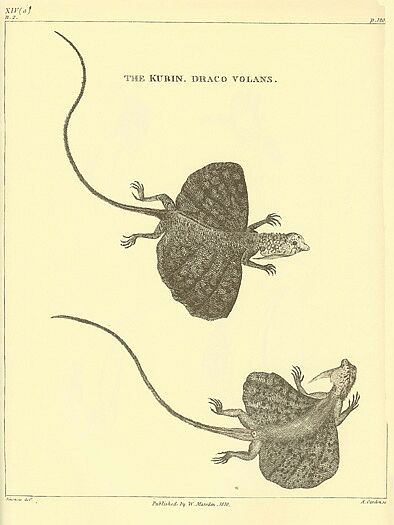
Draco volans.

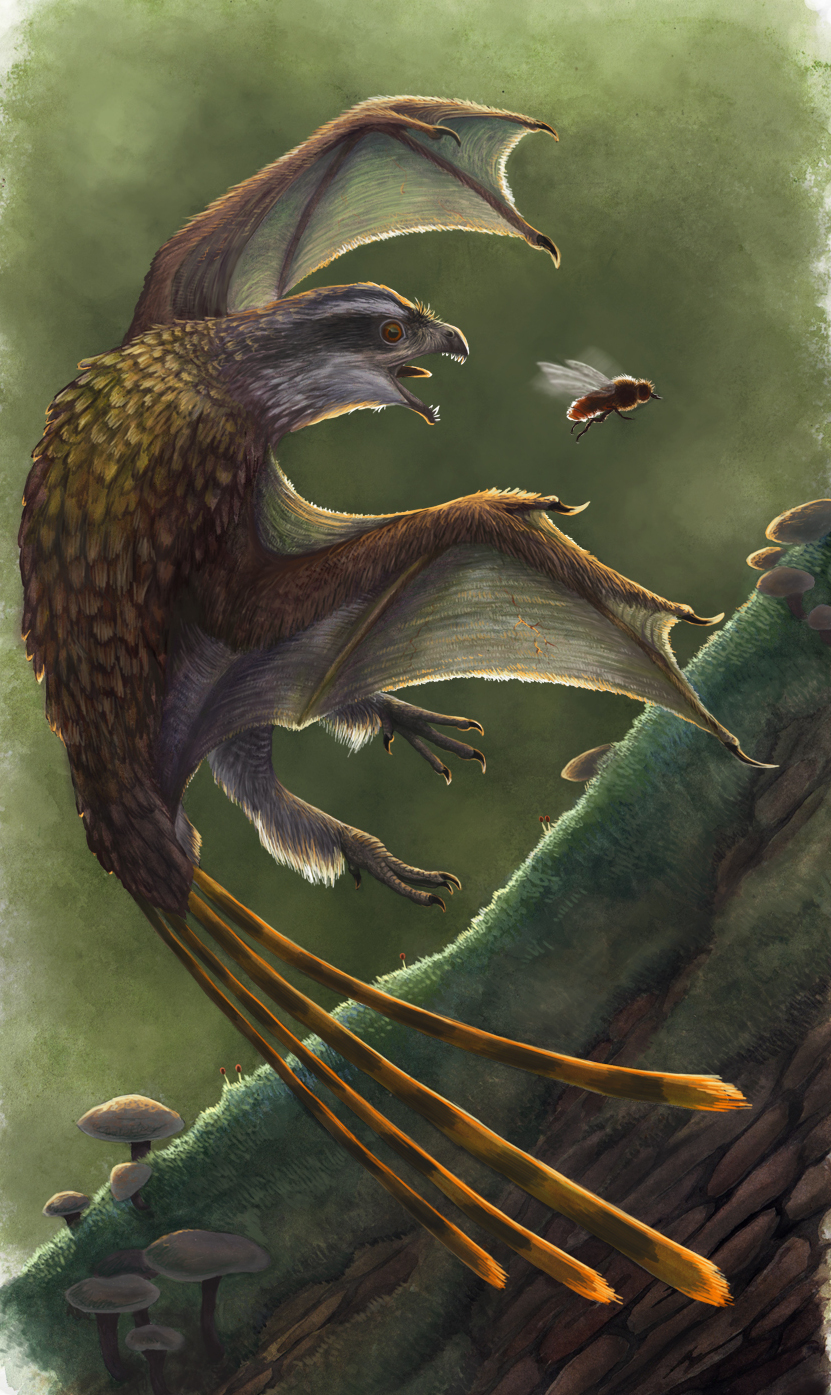
Yi qi.

- También se denomina patagio a la membrana de piel que permite planear a algunos lagartos como Draco volans o los extintos Coelurosauravus, Kuehneosaurus y Icarosaurus;  a Yi qi (una especie extinta de dinosaurio terópodo); y  a anfibios (como Rhacophorus nigropalmatus).
- En las aves, corresponde a la piel que se extiende entre el húmero al carpo formando el límite de la punta del ala.
- En algunos lepidópteros, el patagio es uno de los pequeños órganos sensoriales situados en las bases de las alas anteriores.